# Ellisville, Illinois
Ellisville là một làng thuộc quận Fulton, tiểu bang Illinois, Hoa Kỳ. Năm 2010, dân số của làng này là 96 người.

## Dân số
Dân số qua các năm:
- Năm 2000: 87 người.
- Năm 2010: 96 người.